# Edward Bach
Pour les articles homonymes, voir Bach (homonymie).
Edward Bach, né le 24 septembre 1886 à Moseley et mort le 27 novembre 1936 à Didcot, est un médecin et homéopathe britannique, connu pour être à l'origine d'une pratique faisant correspondre des états psychologiques négatifs à l'utilisation de macérations alcooliques de plantes, les élixirs floraux de Bach, dans le but de les guérir. La communauté scientifique actuelle considère que cette pratique n'a pas d'efficacité prouvée et que son concept repose sur des croyances.

## Biographie
Edward Bach naît près de Birmingham, le 24 septembre 1886. Il effectue des études de médecine au University College Hospital, à Londres. En 1906, il obtient son diplôme et poursuit sa spécialisation à Londres, où il commence à exercer en tant que chirurgien et tient également un cabinet de consultations.
En 1917, alors qu'il est chargé de soigner les soldats qui rentrent de France, il perd conscience et doit être opéré en urgence à la suite d'une grave hémorragie, provoquée par une tumeur. Ses confrères ne lui donnent plus que trois mois à vivre.
Bactériologiste et pathologiste, il partage l'opinion d'Hippocrate, de Paracelse et de Samuel Hahnemann selon laquelle il n'existe pas de maladie, mais des malades. Pour Edward Bach, la maladie physique est la conséquence d'une attitude mentale erronée, il décide de consacrer sa vie à la recherche de remèdes purs, susceptibles d'aider la personne malade à retrouver un état d'esprit positif.
Il travaille, dans son laboratoire personnel, à  la mise au point de vaccins par voie buccale, selon les principes homéopathiques, appelés les sept nosodes. Il pense avoir trouvé une corrélation entre les sept groupes d'états d'esprit qu'il a décelés chez l'être humain selon son observation et sept groupes spécifiques de bactéries, indépendamment du type de maladie. Ceux qui, par exemple, sont nerveux et timides auraient besoin du même nosode, quelle que soit la nature de leurs souffrances. En 1930, il décide d'abandonner complètement son poste d'homéopathe pour partir en quête des fleurs sauvages qui seraient les instruments de sa nouvelle méthode de soin.
Il conçoit finalement 38 préparations florales réparties en sept groupes qui correspondent aux sept nosodes : les Fleurs de Peur (groupe I), d'Incertitude (Groupe II), de Manque d'intérêt pour le présent (Groupe III), de Solitude (Groupe IV), d'Hypersensibilité aux influences et aux idées (Groupe V), d'Abattement et désespoir (Groupe VI), et de Souci excessif du bien-être d'autrui (Groupe VII) auxquelles s'ajoute une 39e préparation – la plus connue (qui consiste en un mélange de 5 remèdes synergiques) – appelée « Rescue Remedy » ou « Remède d'urgence ».
Le seul ouvrage de Bach s'intitule La Guérison par les fleurs ou Guéris-toi toi-même. Il y expose ses considérations sur la maladie, la guérison et sa philosophie personnelle de l'être et de la vie. La deuxième partie du livre, intitulée Les douze guérisseurs décrit d'une manière volontairement simple, les trente-huit états de chaque fleur.
Le 27 novembre 1936, âgé de 50 ans, Edward Bach décède pendant son sommeil après avoir survécu dix-neuf ans à sa première atteinte tumorale.
L'endroit où Edward Bach s'est installé, Mount Vernon à Sotwell en Angleterre, devient le « Centre Bach ».

## Les élixirs floraux

### Conception
La conception des élixirs floraux et de leurs effets relève, selon les critères de l'approche scientifique, d'une démarche purement intuitive et non scientifique. D'après son assistante Nora Weeks, la découverte d'une fleur en particulier était précédée, chez Bach, d'un état de souffrance intense correspondant à l'état négatif pour lequel cette fleur pouvait être bénéfique.
En 1936, Edward Bach annonce solennellement à ses assistants Nora Weeks et Victor Bullen, que son système de soin est désormais achevé et leur demande, en conséquence, de garder celui-ci intact pour l'avenir ; cette mission est actuellement poursuivie par l'équipe du Centre Bach, dans la maison d'Edward Bach, notamment par Judy Ramsell Howard et Stefan Ball.

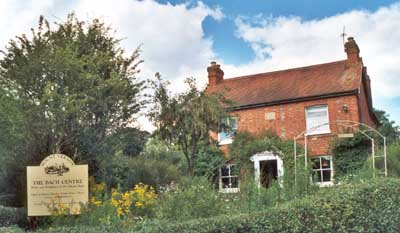
La maison d'Edward Bach à Sotwell, petit village pittoresque situé au sud d'Oxford.

Depuis leurs créations, les Fleurs de Bach portent encore le nom de leur fondateur : « Les fleurs du Dr. Bach » ou « élixirs floraux du Dr Bach ».

### Préparation
Par cette méthode intuitive, Edward Bach  a mis au point ses 38 élixirs floraux préparés à partir de pétales de fleurs initialement recueillis dans de l'eau de source puis exposés au soleil, à dessein d'en extraire la quintessence curative. Cette macération « solarisée » est finalement alors stabilisée par l'adjonction d'alcool (en général : du Brandy), puis conservée dans des flacons dédiés.

### Efficacité et controverses
Aucune étude scientifique médicale n'a permis d'établir une efficacité thérapeutique des « Fleurs de Bach » supérieure à un placebo,.
Selon Edzard Ernst, les élixirs ont des caractéristiques qui ne dépassent pas l'effet placebo.
Depuis les années 1990, après avoir été initialement commercialisés exclusivement par correspondance ou dans les magasins de produits naturels et les rayons diététiques, les élixirs floraux sont désormais diffusés en France, en pharmacie.